# Mycetoporus punctus
Mycetoporus punctus är en skalbaggsart som först beskrevs av Johann Ludwig Christian Gravenhorst 1806.  Mycetoporus punctus ingår i släktet Mycetoporus, och familjen kortvingar. Arten är reproducerande i Sverige.